# The Dark (Metal Church)
The Dark è il secondo album in studio del gruppo musicale statunitense Metal Church, pubblicato nel 1986 dalla Elektra Records.

## Descrizione
In esso vengono trattati temi oscuri, come omicidi e morte. Il disco è stato dedicato alla memoria di Cliff Burton, il bassista dei Metallica scomparso nel 1986. Dalla canzone Watch the Children Pray viene realizzato il primo video della band.
La title track è stata reinterpretata dagli Stone Sour per il film Fear Clinic ed è stata estratta come singolo nel mese di febbraio 2015.

## Tracce
1. Ton of Bricks - 3:00 - (K. Arrington/D. Erickson/K. Vanderhoof/D. Wayne/C. Wells)
2. Start the Fire - 3:50 - (K. Vanderhoof/D. Wayne/C. Wells)
3. Method to Your Madness - 4:52 - (M. Dodson/K. Vanderhoof/D. Wayne/C. Wells)
4. Watch the Children Pray - 5:57 - (K. Vanderhoof/D. Wayne/C. Wells)
5. Over My Dead Body - 3:36 - (K. Vanderhoof/D. Wayne/C. Wells)
6. The Dark - 4:11 - (K. Vanderhoof/D. Wayne/C. Wells)
7. Psycho - 3:32 - (K. Arrington/K. Vanderhoof/D. Wayne/C. Wells)
8. Line of Death - 4:42 - (K. Arrington/D. Erickson/K. Vanderhoof/D. Wayne/C. Wells)
9. Burial at Sea - 4:58 - (K. Vanderhoof/D. Wayne/C. Wells)
10. Western Alliance - 3:18 - (K. Vanderhoof/D. Wayne/C. Wells)

## Formazione
- David Wayne – voce
- Kurdt Vanderhoof – chitarra
- Craig Wells – chitarra
- Duke Erickson – basso
- Kirk Arrington – batteria